# Passalet Kanabé Marcelin
Passalet Kanabé Marcelin, né le 6 avril 1973 à Gounou Gaya, est un ingénieur de production animale et homme politique tchadien, membre de l'Union nationale pour le développement et le renouveau (UNDR). 
Il est ministre de l'Eau et de l'Énergie depuis le 27 mai 2024.

## Biographie
Passalet kanabé Marcelin est né le 6 avril 1973 à Gounou Gaya, au sud du Tchad. Il est ingénieur de production animale de formation, mais s'engage dans la politique en 1987 pendant qu'il est au lycée. Il milite avec ses camarades à l'Union nationale pour l'indépendance et la révolution (UNIR), le parti unique du président Hissein Habré de l'époque.
En 1992, il rejoint l'Union Nationale d'Abdoulaye Lamana qu'il quitte un an plus tard. En 1993, il rejoint l'Union Nationale pour le Développement et le Renouveau (UNDR) de Saleh Kebzabo.
En juillet 2019, il est nommé secrétaire national à l'éducation, à la jeunesse, aux sport et loisir puis sécretaire premier adjoint de l'Union nationale pour le développement et le renouveau (UNDR).
En janvier 2022, il est nommé Président du Conseil d'administration de la société tchadienne des eaux. Il quitte son poste en janvier 2024 pour rejoindre le Gouvernement  du Dr. Succès Masra comme Ministre de l'eau.
En mai 2024, il est nommé Ministre de l'eau et de l'énergie dans le Gouvernement Halina I, puis reconduit au même dans le gouvernement Halina II,.